# Drakensang: The River of Time
Drakensang: The River of Time è un videogioco di ruolo sviluppato dalla casa tedesca Radon Labs per Windows nel 2010. Ha vinto il premio "Best RPG 2010" ai German Developer Awards di Essen, in Germania.

## Trama
Uscito circa due anni dopo Drakensang: The Dark Eye, è collocato dal punto di vista temporale prima del capitolo precedente: si avrà dunque modo di verificare come si sia giunti alla situazione di partenza del gioco originale e, in particolare, di seguire le vicissitudini di alcuni importanti personaggi della sua trama, come Ardo, vecchio amico del protagonista di Drakensang, Cano, capo della gilda dei ladri di Ferdok, e Forgrimm, burbero nano guardia del corpo di Ardo.
Sul Gran Fiume che attraversa Kosh navigano viaggiatori e mercanti provenienti da tutto il regno, ma ormai non sono gli unici a percorrerne le acque. Gli attacchi dei pirati si fanno sempre più frequenti e la paura inizia a prendere il sopravvento tra i villaggi costieri.
Cominciano a diffondersi delle voci che sostengono che gli abbordaggi celino una minaccia più grande. L'impunità con cui i pirati agiscono porta a pensare che vi sia un potere tra le ombre disposto a rovesciare l'imperatore a qualsiasi costo..

## Modalità di gioco
Le fasi della trama di Drakensang: The River of Time sono unite da un immaginario racconto di Forgrimm a Gladys (la figlia di Cano, tra i personaggi arruolabili nel primo capitolo), racconto centrato sulle gesta epiche della compagnia costituita dal nano Forgrimm, Ardo, Cano e dal nostro alter ego digitale.
Prima d'intraprendere l'avventura vera e propria, è necessario creare il personaggio, che può essere scelto tra diverse razze e classi, e volendo ulteriormente personalizzarlo distribuendo i punti tra le sue abilità.
In base al tipo di personaggio scelto, la trama evolverà in un modo o nell'altro. La specialità del personaggio determinerà le missioni che verranno affidate. La storia inizia con la creazione del personaggio, la Stella di Ferdok getta l'ancora in un isoletto del Gran Fiume. Dovremo parlare con il Capitano Albass, che, dopo aver svolto alcune missioni, ci dirà di andare ad avvisare i mercanti viaggiatori (che in seguito scopriremo essere Ardo, Forgrimm e Cano) e che l'accampamento è stato montato, dopodiché ci addormenteremo, ma verremo svegliati dal capitano Albass poiché siamo sotto attacco. Dopo aver lottato contro un paio di pirati il nostro personaggio verrà attaccato slealmente dai pirati e sverrà. Verremo svegliati il giorno dopo a nadoret e avremo l'opportunità di conoscere un po' meglio i nostri tre salvatori, dopo ciò, a seconda del personaggio che avete scelto, completerete la formazione. Dopo aver svolto alcune missioni verrete contattati da uno strano ometto che si chiama Gerlin, il quale vi farà un'allettante proposta: vi porterà in un luogo con due nuovi personaggi: Jaakon Zagor e Fayris Occhio di lince, ora potremo finalmente fare domande e sapere cosa sta succedendo; in sostanza dopo che avremo dialogato dovremo dare la caccia ai pirati che attraccheranno la stessa notte al porto, dopo una breve attesa incontreremo Jaakon, preoccupato perché Gerlin e Fayris non arrivano ;ma verremo interrotti dalla stessa Fayris che, impaurita, vi spiegherà la situazione: sono stati scoperti e Gerlin è stato catturato. Dopo aver subito varie imboscate dai contrabbandieri e aver raggiunto i due magazzini si presenterà una situazione alquanto particolare: Fayris andrà al magazzino sud e Jaakon andrà al magazzino nord; dovremo in seguito ricongiungerci con uno di loro, a scelta; in entrambi i casi se salvate una morirà l'altro e viceversa, entrambi uccisi da Pietrafredda, un mago estremamente potente . Dopo aver sconfitto il golem da lui evocato salverete Gerlin e finalmente potrete parlare con Ardo, Forgrimm e Cano al "Cervo Selvaggio", e potremo spiegare loro la situazione. Decideremo quindi di partire insieme per una fortezza doganale implicata nei loschi traffici coi pirati, da qui in poi la trama si evolverà fino allo scontro finale con lo stesso Pietrafredda.

## Voti
- Giochi per il mio computer: 8/10